# Metà (album)
Metà è il secondo album in studio del duo musicale italiano Sonohra, pubblicato il 19 febbraio 2010 dalla Sony Music.
Il disco è stato anticipato dal singolo Seguimi o uccidimi alla fine del 2009. Nel febbraio 2010 il duo ha partecipato al Festival di Sanremo 2010 col brano Baby, che è stato pubblicato insieme all'album contemporaneamente alla partecipazione alla kermesse. In seguito per promuovere il disco è stato estratto anche il brano Good Luck My Friend, con il quale i Sonohra si sono aggiudicati il premio della migliore canzone estiva del 2010 ai Coca Cola Live @ MTV - The Summer Song.

## Tracce
1. Seguimi o uccidimi – 4:04
2. Solo stasera – 4:06
3. Good Luck My Friend – 4:10
4. Lucille – 3:37
5. Ama ancora – 4:53
6. Prendimi adesso – 4:19
7. Baby – 4:32
8. M'illumino diverso – 5:45
9. Metà – 4:24
10. Sto nel rock – 4:33
11. Pelle nera d'anima – 4:42

## Classifiche
| Classifica (2010) | Posizione massima |
| ----------------- | ----------------- |
| Italia            | 8                 |